# Antonio Bardellino
Antonio Bardellino (San Cipriano d'Aversa, 4 de mayo de 1945-Armação dos Búzios, 26 de mayo de 1988) era un criminal italiano, boss y fundador del clan Casalesi.

## Biografía
Bardellino nació en San Cipriano d'Aversa en 1945. En 1977, cometió su primer homicidio cuando acribilló a un hombre que lo intimidó con un arma. Fue este hecho que le garantizó prestigio y poder para después convertirse en el jefe de la Camorra.

### Nueva familia
En 1978, nació la nueva familia a través de sus vínculos con la Cosa Nostra. Con esto Cutolo declaró la guerra por esta razón descrita por un arrepentido: “Los Zaza se quejaron de las ITL 20 000 que Cutolo exigía por el contrabando de cigarrillos pero no fue por esto, la verdad es que Cutolo no quería que los sicilianos mandaran en Nápoles porque los Nuvoletta, Zaza y Bardellino eran los representantes de la Cosa Nostra”. 
Cutolo con la obsesión de reunir a la Camorra bajo la autoridad de un solo líder, se provocará una sangrienta guerra de clanes: 860 asesinados entre 1979-84. Esta guerra acabará diezmando al NCO y provocando la victoria de la NF.

### Fundación de los Casalesi
Fundó el clan Casalesi, el cual a lo largo de 10 años fue una confederación de familias (Schiavone, Bidognetti, Zagaria, Iovine, etc.) los negocios del clan eran: infiltración en su economía legal, lavado de dinero y narcotráfico, en esto último tenía un hombre de su confianza Alberto Beneduce, cercano al Cártel de Medellín.

### Guerra con los Corleonesi
En 1982, Totò Riina y Lorenzo Nuvoletta le ordenaron a Bardellino el asesinato de Buscetta en Brasil pero Bardellino se negó porque era su amigo y socio de confianza. Con la derrota de la NCO, Alfieri-Bardellino se enemistó con Nuvoletta-Gionta por los Corleonesi y el control del narcotráfico. En 1983, Bardellino fue arrestado en España y liberado posteriormente. En 1984, por el asesinato del hermano de Lorenzo Nuvoletta y la masacre de Torre Annunziata, Los Corleonesi asesinan a 5 de sus hombres. Vuelve a Brasil.

## Muerte
Años después de su regreso a Brasil, el 26 de mayo de 1988 Bardellino es asesinado por su hombre de confianza Mario Iovine (este último también sería asesinado en 1991). Pero la muerte de Bardellino es incierta.